# Fairyland
A Fairyland francia szimfonikus power metal együttes. 1998-ban alakultak meg Nizzában. Jelenlegi tagjai: Philippe Giordana, Willdric Lievin, Francesco Cavalieri, Jean-Baptiste Pol és Sylvain Cohen. Volt tagok: Thomas Caesar, Elisa C. Martin, Anthony Parker, Max Leclerq és Pierre-Emmanuel Desfray.
Karrierjük kezdetén még Fantasia néven tevékenykedtek. 2002-ben változtatták meg a nevüket Fairylandre. Pályafutásuk alatt 3 nagylemezt dobtak piacra. Egészen a mai napig működnek. A kétezres évek közepén egyszemélyes projektként tevékenykedtek, mert Philippe Giordana kiszállt a zenekarból. Az egyik albumukon vendégzenészek szerepeltek, a rendes tagok helyett. 2015 óta azonban megint rendes együttesként működnek.

## Diszkográfia
- Of Wars in Osyrhia (2003)
- The Fall of an Empire (2006)
- Score to a New Beginning (2009)
- Osyrhianta (2020)